# 起き上がり小法師

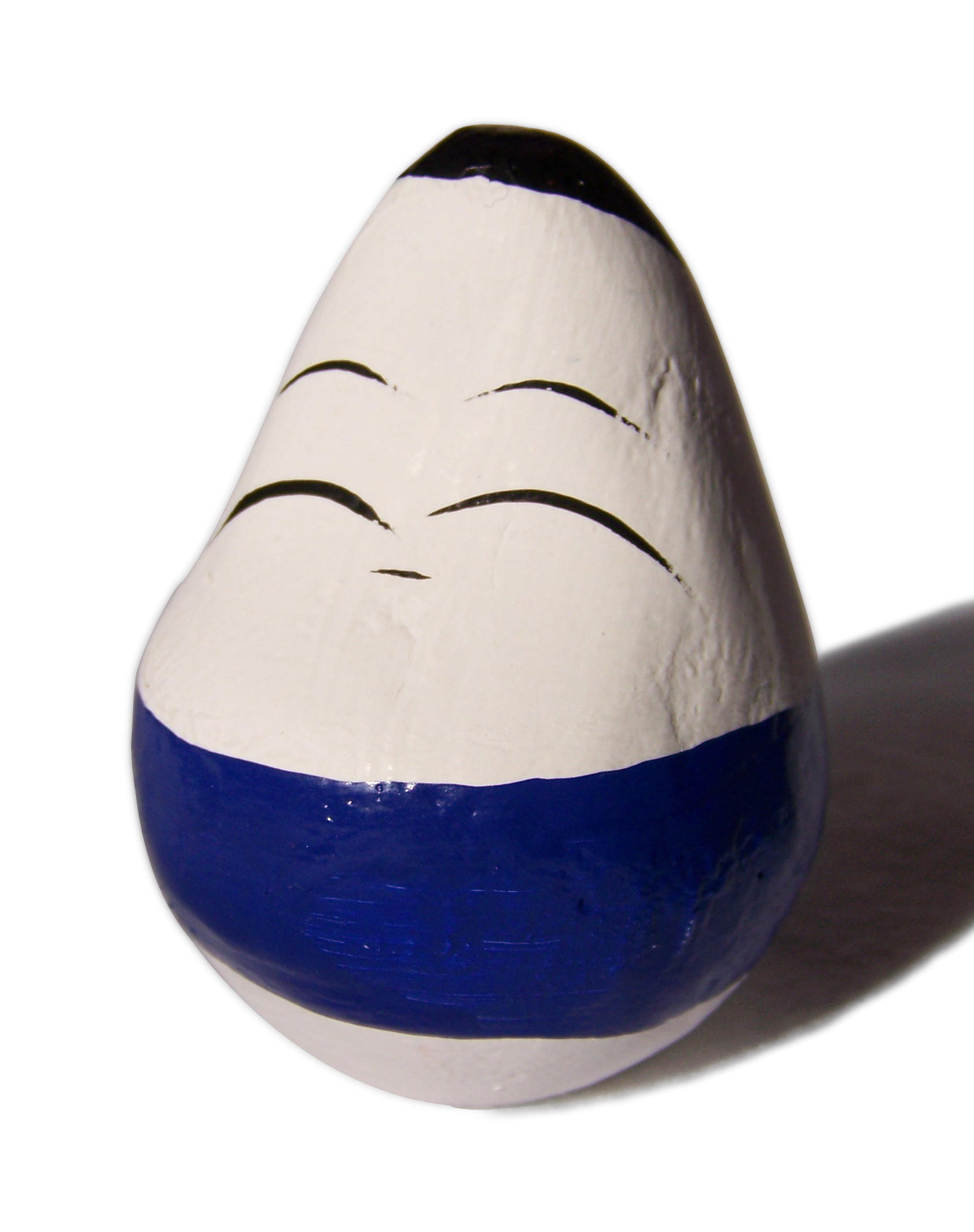
会津若松市の起き上がり小法師

起き上がり小法師（おきあがりこぼし、おきあがりこぼうし）は、福島県会津地方に古くから伝わる縁起物・郷土玩具の一種。起姫（おきひめ）ともいう。会津の人にとっては「赤べこ」の次に馴染みのある郷土玩具である。稚児をかたどった可愛らしさがある。会津地方ではこの小法師を「十日市」という毎年1月10日に行なわれる初市の縁日で家族の人数+1個を購入し一年間神棚などに飾る。

## ご利益
何度倒しても起き上がる事から「七転八起」の精神を含有している。縁起物としてのご利益としては「無病息災」「家内安全」など。家族の人数より1個多く購入するのは「家族が増えますように」という願いから生じた慣習である。なお買い求める際は、実際に倒してみて起き上がるものを選ぶとよい。購入できる店には、起き上がるかどうか確認するための場所があることが多い。

## 構造
基本構造はだるまと同じであり本体中心下部におもりを入れる事により「倒しても起き上がる」というギミックを可能にしている。円錐に近い形で、大きさは高さ3センチ、胴回りは7センチ程度で手のひらに乗る。色は顔の部分が白で、下半分の胴体は赤が多いが、最近はいろいろな色が登場している。頭部および眉・目・口は黒で描かれているが手作りのため、それぞれ表情が違うので、温かみが感じられる。

## 歴史
1500年代末期の会津藩主・蒲生氏郷が藩士の内職として小法師を作らせ正月に売らせたのがはじまりと言われる。
2011年の東日本大震災からの復興応援のひとつとして、2013年に高田賢三の発起で、世界のアーティストによる「起き上りこぼし」絵付けプロジェクト「オキアガリコボシ・プロジェクト・フロム・ヨーロッパ」が開始された。

## キャラクターデザイン
起き上がり小法師は、マスコットキャラクターなどのモチーフとして利用されている。
福ぼうしくん・福ぼうしさん
福島県警察のシンボルマスコット。起き上がり小法師をモチーフとして、男・女警察官の制服姿をマスコット化。ネーミングの「福」には福島県の福と幸福の福を、「ぼうし」は「防止」の意味を持たせ、県民の「幸福」(安全)を犯罪や事故から防止する県警を表現し、親しまれることを願っての愛称とした。県警の発足50周年を記念して2004年9月17日に制定。
起き上がり五郎
会津若松建設事務所イメージキャラクター。使用していたマスコットキャラクター「八重たん」（新島八重がモチーフ）につき、NHK大河ドラマ「八重の桜」の放映終了に鑑み「転んでも起き上がる「ふくしま」をアピール」することを目的として、工事看板や標識などへの使用を意識した新しいキャラクターを設定した。デザインは会津大学短期大学部の学生を対象に募集し、選考の結果決定したもの。
こぼりん
会津若松市食育推進キャラクター。起き上がり小法師と漆の茶碗がモデルになっており、「食で育む“こころ”と“からだ”の元気なあいづっこを目指して」制定されたもの。商標登録されている。（登録番号：第5525456号）
おおちゃん小法師
大熊町（福島県双葉郡）のマスコットキャラクター。東日本大震災後、大熊町の二次避難先となった会津若松市との縁で、会津の『起き上がり小法師』と大熊町のキャラクター『おおちゃん』を融合させたデザインのキャラクターを作成することになり、大熊町民や大熊町にゆかりがある者からデザインを募集し、大熊中学校の生徒の作品が選ばれたもの。
おきひめちゃん
NPO法人ハッスル(旧名称：南相馬ファクトリー）が東日本大震災の復興プロジェクトのひとつとして「復興支援缶バッジ」を製作し販売を開始。その１種類として起き上がり小法師をモチーフとしたバッジもラインナップした。デザインは、仙台弁こけしを創作した宮城県黒川郡大和町のエントワデザインが担当。